# Karin Wouters
Karin Wouters holland származású pedagógus és oktatási szakember, az International School of Budapest jelenlegi igazgatója.

## Pályafutása
Wouters pályáját pedagógusként kezdte, majd oktatási vezetőként tevékenykedett több országban. Felsőfokú végzettségeit az oktatás és az oktatási vezetés területén szerezte. Munkája során elsősorban inkluzív, jövőorientált tanulási környezetek kialakítására összpontosított. Oktatási filozófiájának középpontjában a tanulók tudományos, szociális és érzelmi fejlődésének támogatása áll.